# Parafuso de Edison

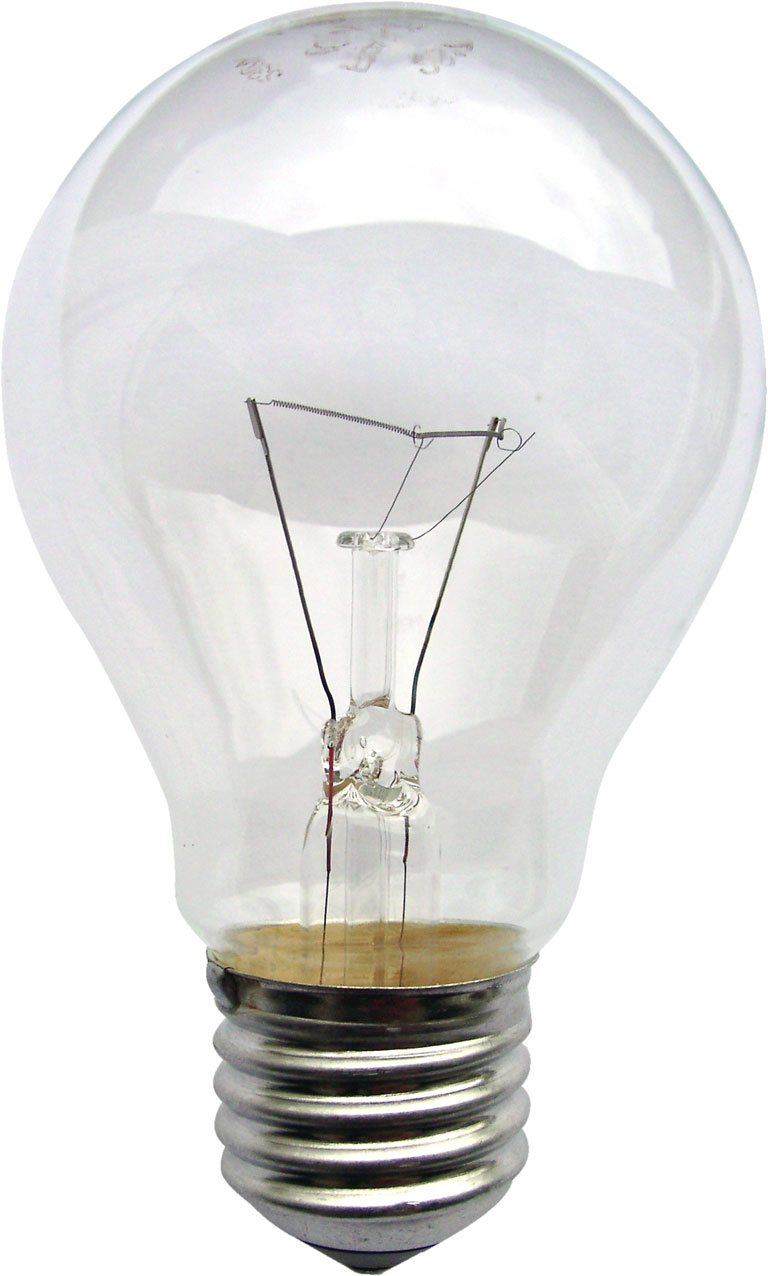
Uma lâmpada de 230/240 V AC com base de parafuso de Edison E27 (27 mm).

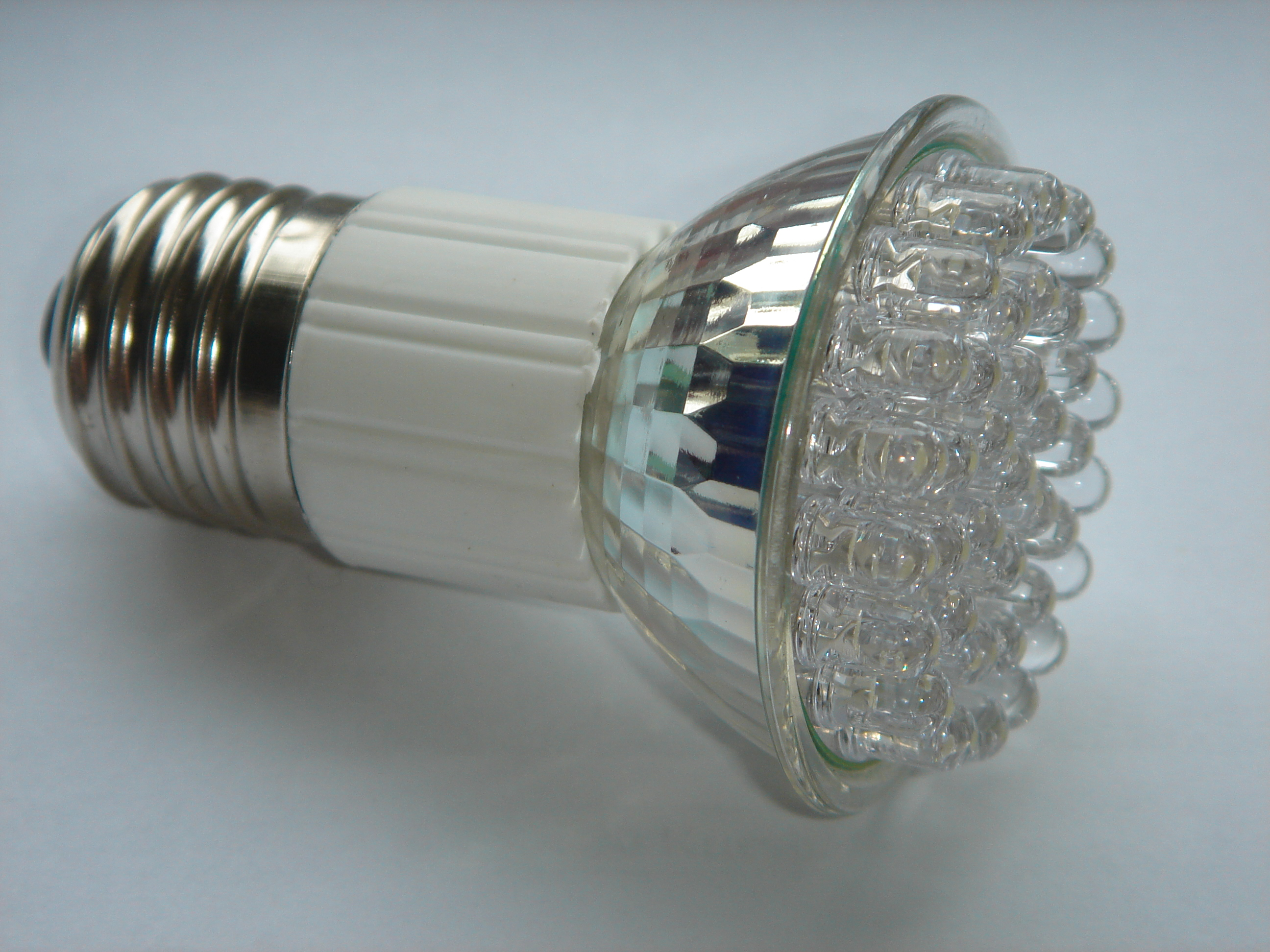
Uma lâmpada de LEDs com base do parafuso de Edison E27 (27 mm).

O parafuso de Edison é o nome que recebe o mecanismo de ajuste ou de fixação de uma lâmpada incandescente, desenvolvido por Thomas Edison em 1909. Este tipo de conexão é identificada pela designação Exx onde xx refere-se ao diâmetro do conector em milímetros. Assim, por exemplo, o código E27 indica um conector do tipo parafuso de Edison que tem um diâmetro de 27 mm.
Na maioria dos países que usam 230-240 volts AC como tensão doméstica, E27 e E14 são medidas comuns. Na América do Norte, as medidas são a E26, a E12, que é usada para acessórios do tipo candelabro e a E10, utilizada, por exemplo, para lâmpadas de adorno como as luzes natalinas. A medida E17 é também muito comum, especialmente em algumas lâmpadas de mesa. O sistema de baioneta é também usado como alternativo ao de Edison.
As medidas superiores são usadas para uma iluminação mais potente, como a de postes públicos e de iluminação com focos.

## Medidas do parafuso de Edison
| Tipo       | Medida Ø | Nome                                     | IEC                      |
| ---------- | -------- | ---------------------------------------- | ------------------------ |
| E5         | 5mm      | Parafuso de Edison Lilliput (LES)        | IEC 60061-1 (7004-25)    |
| E10        | 10mm     | Parafuso de Edison Miniatura (MES)       | IEC 60061-1 (7004-22)    |
| E12        | 12mm     | Parafuso de Edison para Candelabro (CES) | IEC 60061-1 (7004-28)    |
| E14        | 14-17mm  | Parafuso de Edison Pequeno (SES)         | IEC 60061-1 (7004-23)    |
| E17 (110v) | 14-17mm  | Parafuso de Edison Pequeno (SES)         | IEC 60061-1 (7004-26)    |
| E26 (110v) | 26-27mm  | Parafuso de Edison (Médio) (ES)          | IEC 60061-1 (7004-21A-2) |
| E27        | 26-27mm  | Parafuso de Edison (Médio) (ES)          | IEC 60061-1 (7004-21)    |
| E40        | 40mm     | Parafuso de Edison Gigante (GES)         | IEC 60061-1 (7004-24)    |